# Naše serdce
Naše serdce (Наше сердце) è un film del 1946 diretto da Aleksandr Borisovič Stoller.